# Fanellia euthyeia
Fanellia euthyeia is een zachte koraalsoort uit de familie Primnoidae. De koraalsoort komt uit het geslacht Fanellia. Fanellia euthyeia werd in 1989 voor het eerst wetenschappelijk beschreven door Bayer & Stefani. 